# Поляризація хвиль
Поляриза́ція хвиль — явище порушення симетрії розподілу збурень у поперечній хвилі (наприклад, напруженостей електричного або магнітного полів в електромагнітних хвилях) відносно напрямку її поширення. У поздовжній хвилі поляризація виникнути не може, оскільки збурювання в цьому типі хвиль завжди збігаються з напрямком поширення..

## Види поляризації

Відмінність хвиль з круговою і пласкою поляризацією

Поперечна хвиля характеризується двома напрямками: хвильовим вектором і вектором амплітуди, завжди перпендикулярним до хвилевого вектора. Хвильовий вектор показує напрямок поширення хвилі, а вектор амплітуди показує, в який бік відбуваються коливання. У тривимірному просторі є ще одна ступінь вільності — можливість обертання вектора амплітуди навколо хвильового вектора. Трійка векторів, зіставлена кожній точці бірегулярної кривої утворює репер Френе.
Причиною виникнення поляризації хвиль може бути:
- несиметрична генерація хвиль в джерелі збурення;
- Анізотропія середовища поширення хвиль;
- заломлення і віддзеркалення на межі двох середовищ.

Поляризація описується фігурами Ліссажу, і відповідає додаванню поперечних коливань рівної частоти (з різним зсувом фаз). У разі рівного розподілу частоти коливань фігури Ліссажу являють собою еліпс, двома крайніми формами якого є коло і відрізок прямої.
У загальному випадку для гармонійних хвиль кінець вектора описує в площині, перпендикулярній до напрямку поширення хвилі, еліпс: це еліптична поляризація. Важливими окремими випадками є лінійна поляризація, при якій коливання збурення відбуваються в якійсь одній площині, в такому випадку говорять про «плоско-поляризовану хвилю», і кругова або циркулярна поляризація, при якій кінець вектора амплітуди описує коло в площині коливань; кругова поляризація (як і еліптична) в залежності від напрямку обертання вектора може бути позитивною або правою і негативною або лівою.

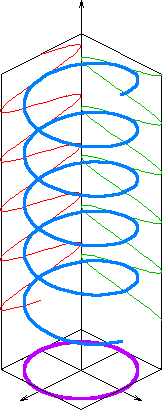
кругова поляризація
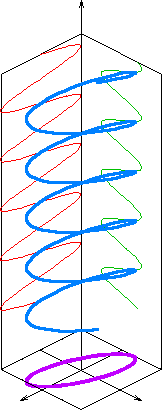
еліптична поляризація
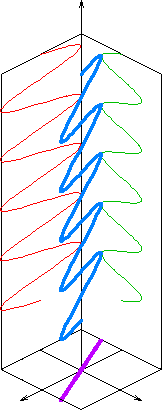
лінійна поляризація